# 2016 у кіно
Нижче наведено огляд подій, що відбулися 2016 року в кінематографі, зокрема охоплено найкасовіші фільми, церемонії нагородження, фестивалі, а також список фільмів, що вийшли, та список померлих діячів у кіно.

## Найкасовіші фільми
Список 10-ти найкасовіших фільмів 2016 року виглядає таким чином:
| Місце | Назва                                          | Студія           | Світові касові збори ($) |
| ----- | ---------------------------------------------- | ---------------- | ------------------------ |
| 1     | Перший месник: Протистояння                    | Buena Vista      | 1 153 304 495            |
| 2     | У пошуках Дорі                                 | Buena Vista      | 1 027 771 569            |
| 3     | Зоотрополіс                                    | Buena Vista      | 1 023 784 195            |
| 4     | Бунтар Один. Зоряні Війни. Історія             | Buena Vista      | 979 950 734              |
| 5     | Книга джунглів                                 | Buena Vista      | 966 550 600              |
| 6     | Секрети домашніх тварин                        | Universal        | 875 457 937              |
| 7     | Бетмен проти Супермена: На зорі справедливості | Warner Brothers  | 873 260 194              |
| 8     | Фантастичні звірі і де їх шукати               | Warner Brothers  | 794 881 573              |
| 9     | Дедпул                                         | 20th Century Fox | 783 112 979              |
| 10    | Загін самогубців                               | Warner Brothers  | 745 600 054              |

## Події

### Церемонії нагородження
| Дата      | Подія                                                                        | Організатор                                      | Розташування                    | Дж     |
| --------- | ---------------------------------------------------------------------------- | ------------------------------------------------ | ------------------------------- | ------ |
| 10 січня  | 73-тя церемонія вручення нагород премії «Золотий глобус»                     | Голлівудська асоціація іноземної преси           | Беверлі-Гіллз, Каліфорнія, США  | [ 2 ]  |
| 6 лютого  | 6-та церемонія вручення нагород премії «Магрітт»                             | Академія Андре Дельво                            | Брюссель, Бельгія               | [ 3 ]  |
| 8 лютого  | 21-ша церемонія Премії «Люм'єр»                                              | Академія «Люм'єр»                                | Париж, Франція                  | [ 4 ]  |
| 14 лютого | 69-та церемонія Премії БАФТА у кіно                                          | Британська академія телебачення та кіномистецтва | Лондон, Англія, Велика Британія | [ 5 ]  |
| 26 лютого | 41-ша церемонія вручення нагород премії «Сезар»                              | Академія мистецтв та технологій кінематографа    | Париж, Франція                  | [ 6 ]  |
| 28 лютого | 88-ма церемонія вручення премії «Оскар»                                      | Академія кінематографічних мистецтв і наук       | Голлівуд, Каліфорнія, США       | [ 7 ]  |
| 26 травня | 3-тя церемонія вручення Премії Національної спілки кінематографістів України | Національна спілка кінематографістів України     | Київ, Україна                   | [ 8 ]  |
| 4 грудня  | 18-та щорічна церемонія вручення «Премії британського незалежного кіно»      |                                                  | Велика Британія                 | [ 9 ]  |
| 10 грудня | 29-та щорічна церемонія вручення премії «Європейський кіноприз»              | Європейська кіноакадемія                         | Вроцлав, Польща                 | [ 10 ] |

### Фестивалі
| Дата                   | Подія                                                | Організатор                                     | Розташування        | Дж     |
| ---------------------- | ---------------------------------------------------- | ----------------------------------------------- | ------------------- | ------ |
| 21 — 31 січня          | Кінофестиваль «Санденс» 2016                         | Інститут Санденса                               | Парк-Сіті, Юта, США | [ 11 ] |
| 11 — 21 лютого         | 66-й Берлінський міжнародний кінофестиваль           | Берлінський міжнародний кінофестиваль           | Берлін, Німеччина   | [ 12 ] |
| 11 — 22 травня         | Каннський кінофестиваль 2016                         | Каннський кінофестиваль                         | Канни, Франція      | [ 13 ] |
| 15 — 23 липня          | 7-й Одеський міжнародний кінофестиваль               | Одеський міжнародний кінофестиваль              | Одеса, Україна      | [ 14 ] |
| 31 серпня — 10 вересня | 73-й Венеційський міжнародний кінофестиваль          | Венеційський кінофестиваль                      | Венеція, Італія     | [ 15 ] |
| 8 — 18 вересня         | 41-й щорічний міжнародний кінофестиваль у Торонто    | Міжнародний кінофестиваль у Торонто             | Торонто, Канада     | [ 16 ] |
| 22 — 30 жовтня         | 46-й Київський міжнародний кінофестиваль «Молодість» | Київський міжнародний кінофестиваль «Молодість» | Київ, Україна       | [ 17 ] |

## Фільми
Нижче наведені таблиці фільмів відсортованих відносно дати виходу в прокат в Україні.
Відомості взяті з таких джерел:
- Сайти вітчизняних дистриб'юторів: B&H [Архівовано 24 листопада 2015 у Wayback Machine.], Ukrainian Film Distribution [Архівовано 16 січня 2020 у Wayback Machine.], Кіноманія [Архівовано 30 липня 2011 у Wayback Machine.], Вольґа Україна, MMD [Архівовано 16 жовтня 2017 у Wayback Machine.] та Артхаус Трафік [Архівовано 26 січня 2016 у Wayback Machine.]
- Сайти kino-teatr.ua [Архівовано 5 березня 2016 у Wayback Machine.], kinofilms.com.ua [Архівовано 16 лютого 2016 у Wayback Machine.], kino.net.ua [Архівовано 21 листопада 2016 у Wayback Machine.] та multikino.com.ua [Архівовано 13 березня 2016 у Wayback Machine.]

### Січень— Березень
| Прем'єра        | Прем'єра | Назва                                          | Країна                                  | Творці й актори | Жанр                              |
| --------------- | -------- | ---------------------------------------------- | --------------------------------------- | --- | --------------------------------- |
| С І Ч Е Н Ь     | 7        | Сестри                                         | США                                     | Режисер: Джейсон Мур; Сценарій: Паула Пелл; Актори: Tina Fey, Amy Poehler, Maya Rudolph, Ike Barinholtz, John Cena                                                    | комедія                           |
| С І Ч Е Н Ь     | 7        | Хто в домі тато                                | США                                     | Режисер: Шон Андерс; Сценарій: Браян Бернс, Шон Андерс, Джон Морріс; Актори: Вілл Феррелл, Марк Волберг, Лінда Карделліні                                             | комедія                           |
| С І Ч Е Н Ь     | 7        | 45 років                                       | Велика Британія                         | Режисер: Ендрю Гейг; Сценарій: Девід Константін і Ендрю Гей; Актори: Шарлотта Ремплінг, Доллі Велз, Том Кортні, Джеральдін Джеймс                                     | мелодрама                         |
| С І Ч Е Н Ь     | 7        | Легенда Г'ю Гласса                             | США                                     | Режисер: Алехандро Гонсалес Іньярріту; Сценарій: Алехандро Гонсалес Іньярріту і Марк Л. Сміт; Актори: Леонардо ДіКапріо, Том Гарді, Вілл Поултер, Домналл Глісон      | гостросюжетний трилер             |
| С І Ч Е Н Ь     | 14       | Крід                                           | США                                     | Режисер: Раян Куглер; Сценарій: Роберт Еґґерс; Актори: Сильвестр Сталлоне, Майкл Б. Джордан, Тесса Томпсон, Тоні Білями                                               | спортивна драма                   |
| С І Ч Е Н Ь     | 14       | Мерзенна вісімка                               | США                                     | Режисер: Квентін Тарантіно; Сценарій: Квентін Тарантіно; Актори: Семюел Лірой Джексон, Курт Расселл, Дженніфер Джейсон Лі, Волтон Гоггінс, Тім Рот                    | вестерн                           |
| С І Ч Е Н Ь     | 14       | Елвін та бурундуки: бурундомандри              | США                                     | Режисер: Волт Бекер; Сценарій: Ренді Мейєм Сінґер; Озвучення: Джейсон Лі, Джастін Лонґ, Метью Ґрей Ґаблер, Джессі МакКартні, Крістіна Епплґейт                        | анімаційна пригодницька комедія   |
| С І Ч Е Н Ь     | 14       | Містер Холмс                                   | США · Велика Британія                   | Режисер: Білл Кондон; Сценарій: Бреді Корбет і Пол Вернік; Актори: Ієн Маккеллен, Лора Лінні, Майло Паркер                                                            | драматичний детектив              |
| С І Ч Е Н Ь     | 14       | Сидів голуб на гілці, міркуючи про буття       | Швеція · Норвегія · Франція · Німеччина | Режисер: Рой Андерссон; Сценарій: Рой Андерссон; Актори: Гольгер Андерссон, Нілс Вестблом, Шарлотта Ларссон, Віктор Джилленберг                                       | трагікомедія                      |
| С І Ч Е Н Ь     | 21       | П'ята хвиля                                    | США                                     | Режисер: Джей Блейксон; Сценарій: Сюзанна Ґрант; Актори: Хлоя Грейс Морец, Лів Шрайбер, Майка Монро, Нік Робінсон                                                     | пригоди, фантастика, трилер       |
| С І Ч Е Н Ь     | 21       | Дівчина з Данії                                | США                                     | Режисер: Том Гупер; Сценарій: Люсінда Коксон; Актори: Едді Редмейн, Алісія Вікандер, Матіас Шонартс, Ембер Герд                                                       | біографічна драма                 |
| С І Ч Е Н Ь     | 21       | Джой                                           | США                                     | Режисер: Девід О. Расселл; Сценарій: Девід О. Расселл; Актори: Дженіфер Лоуренс, Роберт Де Ніро, Бредлі Купер                                                         | драма                             |
| С І Ч Е Н Ь     | 21       | Хтивий дідусь                                  | США                                     | Режисер: Ден Мазер; Сценарій: Джон Філіпс; Актори: Зак Ефрон, Роберт Де Ніро, Джуліанна Хаф, Обрі Пласа                                                               | комедія                           |
| С І Ч Е Н Ь     | 28       | 13 годин: Таємні воїни Бенгазі                 | США                                     | Режисер: Майкл Бей; Сценарій: Чак Хоган; Актори: Джеймс Бедж Дейл, Джон Кразінські, Макс Мартіні, Тобі Стівенс, Пабло Шрайбер                                         | бойовик                           |
| С І Ч Е Н Ь     | 28       | Панда Кунг-Фу 3                                | ,                                       | Режисер: Дженніфер Ю Нельсон, Алессандро Карлоні; Сценарій: Джонатан Айбел, Ґленн Берґер; Озвучення: Джек Блек, Анджеліна Джолі, Дастін Гоффман, Джекі Чан, Сет Роґен | анімаця, комедійний бойовик       |
| Л Ю Т И Й       | 4        | Гра на пониження                               | США                                     | Режисер: Адам МакКей; Сценарій: Чарльз Рендольф і Адам МакКей; Актори: Бред Пітт, Крістіан Бейл, Раян Ґослінґ, Стів Карелл, Карен Гіллан                              | драма                             |
| Л Ю Т И Й       | 4        | Captum                                         | Україна                                 | Режисер: Анатолій Матешко; Сценарій: Наталія Переверзєва, Анастасія Матешко; Актори: Лариса Руснак, Володимир Горянський, Остап Ступка                                | драма                             |
| Л Ю Т И Й       | 4        | Проти шторму                                   | США                                     | Режисер: Крейґ Гіллеспі; Сценарій: Скотт Сільвер, Пол Темесі, Ерік Джонсон; Актори: Кріс Пайн, Кейсі Аффлек, Голлідей Ґрейнджер, Ерік Бана, Бен Фостер                | епічний трилер                    |
| Л Ю Т И Й       | 4        | Усі дороги ведуть до Риму                      | США                                     | Режисер: Елла Лемгаґен; Сценарій: Джош Апіґнанесі і Сінді Маєрс; Актори: Сара Джессіка Паркер, Рауль Бова, Розі Дей, Пас Вега                                         | романтична комедія                |
| Л Ю Т И Й       | 4        | Меріленд                                       | Франція · Бельгія                       | Режисер: Аліс Вінокур; Сценарій: Аліс Вінокур і Жан-Стефан Брон; Актори: Матіас Шонартс, Діане Крюгер, Поль Амі                                                       | мелодраматичний трилер            |
| Л Ю Т И Й       | 11       | Дедпул                                         | США                                     | Режисер: Тім Міллер; Сценарій: Ретт Різ і Пол Вернік; Актори: Раян Рейнольдс, Морена Баккарін, Ед Скрейн, Джина Карано, Ті Джей Міллер                                | супергеройський бойовик           |
| Л Ю Т И Й       | 11       | В активному пошуку                             | США                                     | Режисер: Крістіан Діттер; Сценарій: Еббі Кон, Марк Сілверштайн, Дана Фокс; Актори: Дакота Джонсон, Ребел Вілсон, Елісон Брі, Леслі Манн, Деймон Веянс-молодший        | романтична комедія                |
| Л Ю Т И Й       | 11       | Діпан                                          | Франція                                 | Режисер: Жак Одіар; Сценарій: Жак Одіар, Ное Дебре і Тома Бідеґен; Актори: Джесутасан Антонітасан, Каліеасарі Срінівасан, Клодін Вінасітамбу, Венсан Ротьє            | мелодрама                         |
| Л Ю Т И Й       | 18       | Гордість і упередження і зомбі                 | США · Велика Британія                   | Режисер: Барр Стірс; Сценарій: Барр Стірс; Актори: Лілі Джеймс, Сем Райлі, Джек Г'юстон, Белла Гіткот, Дуглас Бут                                                     | комедія, жахіття                  |
| Л Ю Т И Й       | 18       | Мій король                                     | Франція                                 | Режисер: Майвенн Ле Беско; Сценарій: Майвенн Ле Беско, Етьєн Комар; Актори: Венсан Кассель, Еммануель Берко, Луї Гаррель                                              | мелодрама                         |
| Л Ю Т И Й       | 25       | У центрі уваги                                 | США                                     | Режисер: Том Мак-Карті; Сценарій: Том Мак-Карті, Джош Сінгер; Актори: Марк Руффало, Майкл Кітон, Рейчел Мак-Адамс, Лев Шрайбер, Стенлі Туччі                          | драма                             |
| Л Ю Т И Й       | 25       | Політ золотої мушки                            | Україна                                 | Режисер: Іван Кравчишин; Сценарій: Іван Кравчишин; Актори: Софія Кравчишин, Сергій Великий, Олег Цьона, Володимир Процюк                                              | драматична комедія                |
| Л Ю Т И Й       | 25       | Боги Єгипту                                    | США                                     | Режисер: Алекс Прояс; Сценарій: Метт Сазама, Бурк Шарплесс; Актори: Ніколай Костер-Вальдау, Брентон Твейтс, Джерард Батлер                                            | фентезі                           |
| Л Ю Т И Й       | 25       | Зразковий самець 2                             | США                                     | Режисер: Бен Стіллер; Сценарій: Джастін Теру, Бен Стіллер, Ніколас Стіллер, Джон Гамбург; Актори: Бен Стіллер, Овен Вілсон, Вілл Феррелл, Пенелопа Крус, Крістен Віг  | сатирична комедія                 |
| Б Е Р Е З Е Н Ь | 3        | По той бік дверей                              | Велика Британія · Індія                 | Режисер: Йоганнес Робертс; Сценарій: Йоганнес Робертс; Актори: Сара Вейн Келліс, Джеремі Сісто, Хав'єр Ботет, Діана Гардкесл, Бен Робсон                              | страхіття                         |
| Б Е Р Е З Е Н Ь | 3        | Три дев'ятки                                   | США                                     | Режисер: Джон Гіллкоут; Сценарій: Метт Кук; Актори: Кейсі Аффлек, Чіветел Еджіофор, Ентоні Макі                                                                       | кримінальний трилер               |
| Б Е Р Е З Е Н Ь | 3        | Помилка часу                                   | США                                     | Режисер: Бредлі Д. Кінґ; Сценарій: Бредлі Д. Кінґ, БіПі Купер; Актори: Даніель Панабейкер, Метт О'Лірі, Джордж Фінн                                                   | гостросюжетний фантастичний фільм |
| Б Е Р Е З Е Н Ь | 10       | Брати з Ґрімзбі                                | Велика Британія · США                   | Режисер: Луі Летерьє; Сценарій: Саша Барон Коен, Філ Джонстон, Пітер Байнгем; Актори: Саша Барон Коен, Марк Стронг, Ребел Вілсон                                      | комедійний бойовик                |
| Б Е Р Е З Е Н Ь | 10       | Аллегіант — частина 1                          | США                                     | Режисер: Роберт Швентке; Сценарій: Ной Оппенгейм; Актори: Шейлін Вудлі, Тео Джеймс, Наомі Воттс, Ансель Елгорт                                                        | пригодницька фантастика           |
| Б Е Р Е З Е Н Ь | 10       | Керол                                          | Велика Британія · США                   | Режисер: Тодд Гейнс; Сценарій: Філліс Нейджі; Актори: Кейт Бланшетт, Руні Мара                                                                                        | мелодрама                         |
| Б Е Р Е З Е Н Ь | 17       | Зоотрополіс                                    | США                                     | Режисер: Байрон Говард; Сценарій: Джаред Буш, Філ Джонстон; Озвучення: Джінніфер Гудвін, Джейсон Бейтман, Шакіра, Ідріс Ельба                                         | анімаційна комедія                |
| Б Е Р Е З Е Н Ь | 17       | Падіння Лондона                                | Велика Британія · США · Болгарія        | Режисер: Бабак Наджафі; Сценарій: Крайтон Ротенберґер, Кетрін Бенедикт, Крістіан Ґудеґаст, Чед Сент-Джон; Актори: Джерард Батлер, Аарон Екхарт, Морган Фрімен         | гостросюжетний бойовик            |
| Б Е Р Е З Е Н Ь | 24       | Бетмен проти Супермена: На зорі справедливості | США                                     | Режисер: Зак Снайдер; Сценарій: Джеррі Сігел, Кріс Теріо, Боб Кейн; Актори: Генрі Кавілл, Емі Адамс, Бен Аффлек, Джейсон Момоа                                        | супергеройський бойовик           |
| Б Е Р Е З Е Н Ь | 24       | Шалений патруль 2                              | США                                     | Режисер: Тім Сторі; Сценарій: Ґреґ Кулідж, Джейсон Манцукас, Філ Гей, Метт Манфреді; Актори: Ice Cube, Кевін Гарт, Олівія Манн, Кен Жонг                              | комедійний бойовик                |
| Б Е Р Е З Е Н Ь | 24       | Космічна місія                                 | Іспанія                                 | Режисер: Енріке Гато; Сценарій: Пачі Амескуа; Озвучення: Карме Калвелл, Мішель Хеннер, Дені Ровіра                                                                    | анімаційна комедія                |
| Б Е Р Е З Е Н Ь | 24       | Трамбо                                         | США                                     | Режисер: Джей Роуч; Сценарій: Джон Мак-Намара; Актори: Браян Кренстон, Даян Лейн, Гелен Міррен                                                                        | біографічна драма                 |
| Б Е Р Е З Е Н Ь | 24       | Кров моєї крові                                | Італія                                  | Режисер: Марко Беллоккьо; Сценарій: Марко Беллоккьо; Актори: Роберто Герліцка, П'єр Джорджо Беллоккьо, Альба Рорвахер, Лідія Ліберман                                 | драма                             |
| Б Е Р Е З Е Н Ь | 31       | Вулиця Монстро, 10                             | США                                     | Режисер: Ден Трактенберг; Сценарій: Джош Кемпбелл, Метью Ст'юкен, Деміен Чазеле; Актори: Мері Елізабет Вінстед, Джон Гудмен, Джон Галлахер-молодший                   | науково-фантастичний трилер       |
| Б Е Р Е З Е Н Ь | 31       | Selfieparty                                    | Україна                                 | Режисер: Любомир Левицький; Сценарій: Любомир Левицький; Актори: Ксенія Мішина, Борис Савенко, Артур Шурипа, Богдан Рубан, Володимир Ситник, Павло Лі                 | молодіжна комедія                 |

### Квітень— Червень
| Прем'єра      | Прем'єра | Назва                               | Країна                                                 | Творці й актори | Жанр                              |
| ------------- | -------- | ----------------------------------- | ------------------------------------------------------ | --- | --------------------------------- |
| К В І Т Е Н Ь | 7        | Леді бос                            | США                                                    | Режисер: Бен Фелкоун; Сценарій: Бен Фелкоун, Стів Меллорі, Мелісса Мак-Карті; Актори: Мелісса Мак-Карті, Крістен Белл, Пітер Дінклейдж, Кеті Бейтс                                    | комедія                           |
| К В І Т Е Н Ь | 7        | Едді «Орел»                         | Велика Британія · США · Німеччина                      | Режисер: Декстер Флетчер; Сценарій: Саймон Келтон, Шон Маколі; Актори: Терон Еджертон, Г'ю Джекмен, Крістофер Вокен                                                                   | спортивна трагікомедія            |
| К В І Т Е Н Ь | 7        | Друзі                               | Франція                                                | Режисер: Луї Гаррель; Сценарій: Луї Гаррель, Крістоф Оноре; Актори: Голшифте Фарахані, Луї Гаррель, Вінсент Макен                                                                     | мелодрама                         |
| К В І Т Е Н Ь | 14       | Воскресіння                         | США                                                    | Режисер: Кевін Рейнольдс; Сценарій: Кевін Рейнольдс і Пол Айелло; Актори: Джозеф Файнс, Том Фелтон, Кліфф Кертіс, Пітер Ферт, Марія Ботто                                             | епічна драма                      |
| К В І Т Е Н Ь | 14       | Книга джунглів                      | США                                                    | Режисер: Джон Фавро; Сценарій: Джастін Маркс; Актори: Ніл Сетгі, Білл Мюррей, Бен Кінгслі, Ідріс Ельба, Люпіта Ніонго, Скарлетт Йоганссон                                             | пригодницьке фентезі              |
| К В І Т Е Н Ь | 14       | Життя                               | США · Велика Британія · Австралія · Канада · Німеччина | Режисер: Антон Корбейн; Сценарій: Люк Дейвіс; Актори: Роберт Паттінсон, Дейн ДеГаан, Бен Кінгслі, Джоел Едґертон, Алессандра Мастронарді                                              | біографічна драма                 |
| К В І Т Е Н Ь | 14       | Прибульці 3: Взяття Бастилії        | Франція                                                | Режисер: Жан-Марі Пуаре; Сценарій: Жан-Марі Пуаре, Крістіан Клав'є; Актори: Крістіан Клав'є, Жан Рено, Франк Дюбоск, Карін Віар, Сільвія Тестю, Марі-Анн Шазель                       | комедія                           |
| К В І Т Е Н Ь | 21       | Мисливець і Снігова королева        | США                                                    | Режисер: Седрік Ніколя-Троян; Сценарій: Еван Спіліотопулос, Крейг Мезін; Актори: Кріс Гемсворт, Шарліз Терон, Емілі Блант, Джессіка Честейн                                           | пригодницьке фентезі              |
| К В І Т Е Н Ь | 21       | Сомнія                              | США                                                    | Режисер: Майк Фленеган; Сценарій: Майк Фленеган, Джефф Говард; Актори: Кейт Босворт, Томас Джейн, Джейкоб Трембле, Аннабет Гіш                                                        | жахи                              |
| К В І Т Е Н Ь | 28       | Чудеса з небес                      | США                                                    | Режисер: Патрісія Рігген; Сценарій: Ренді Браун; Актори: Дженніфер Гарнер, Кайлі Роджерс, Мартін Гендерсон, Квін Латіфа                                                               | драма                             |
| К В І Т Е Н Ь | 28       | Ані хвилини спокою                  | Франція                                                | Режисер: Патріс Леконт; Сценарій: Патріс Леконт; Актори: Крістіан Клав'є, Кароль Буке, Валері Боннетон, Россі де Пальма                                                               | комедія                           |
| Т Р А В Е Н Ь | 5        | Перший месник: Протистояння         | США                                                    | Режисер: Ентоні і Джо Руссо; Сценарій: Крістофер Маркус і Стівен Макфілі; Актори: Кріс Еванс, Роберт Дауні-молодший, Скарлетт Йоганссон, Себастіан Стен, Ентоні Макі                  | супергеройський бойовик           |
| Т Р А В Е Н Ь | 12       | Angry Birds у кіно                  | ,                                                      | Режисер: Ферґал Рейлі, Клей Кейтіс; Сценарій: Йон Вітті; Актори: Пітер Дінклейдж, Джейсон Судейкіс, Білл Гадер, Тоні Гейл                                                             | комедійний мультфільм             |
| Т Р А В Е Н Ь | 12       | Шоколад                             | Франція                                                | Режисер: Рошді Зем; Сценарій: Сиріл Желі; Актори: Омар Сі, Джеймс Тьєрі, Клотильда Ем, Олів'є Гурме, Фредерік П'єро                                                                   | біографічна драма                 |
| Т Р А В Е Н Ь | 12       | Кохання не за розміром              | Франція                                                | Режисер: Лоран Тірар; Сценарій: Маркос Карневале; Актори: Жан Дюжарден, Вірджинія Ефіра, Седрик Кан, Сезар Домбой                                                                     | комедія                           |
| Т Р А В Е Н Ь | 12       | Такий самий зрадник, як і ми        | Велика Британія                                        | Режисер: С'юзанна Вайт; Сценарій: Хоссейн Аміні; Актори: Юен Мак-Грегор, Стеллан Скашгорд, Деміен Льюїс                                                                               | шпигунський трилер                |
| Т Р А В Е Н Ь | 19       | Люди Ікс: Апокаліпсис               | США                                                    | Режисер: Браян Сінгер; Сценарій: Саймон Кінберг; Актори: Джеймс Мак-Евой, Майкл Фассбендер, Дженніфер Лоуренс, Оскар Айзек, Ніколас Голт                                              | супергеройський бойовик           |
| Т Р А В Е Н Ь | 19       | Сусіди 2                            | США                                                    | Режисер: Патрісія Рігген; Сценарій: Ендрю Дж. Коен, Брендан О'Брайєн, Ніколас Столлер, Еван Голдберг, Сет Роген; Актори: Сет Роген, Роуз Бірн, Зак Ефрон, Хлоя Морец                  | комедія                           |
| Т Р А В Е Н Ь | 19       | Жахливі свята                       | США                                                    | Режисер: Кевін Сміт та інші; | комедія, страхіття                |
| Т Р А В Е Н Ь | 19       | Протилежна стать                    | США                                                    | Режисер: Дженніфер Фінніган, Джонатан Сілвермен; Сценарій: Марк Муссіна, Стівен Сешенс; Актори: Міна Суварі, Джофф Стультс, Крістін Ченовет, Ерік Робертс                             | комедія                           |
| Т Р А В Е Н Ь | 26       | Аліса в Задзеркаллі                 | США                                                    | Режисер: Джеймс Бобін; Сценарій: Лінда Вулвертон; Актори: Міа Васіковська, Джонні Депп, Енн Гетевей, Гелена Бонем Картер                                                              | пригодницьке фентезі              |
| Т Р А В Е Н Ь | 26       | Пристебніть ремені                  | Італія                                                 | Режисер: Ферзан Озпетек; Сценарій: Ферзан Озпетек; Актори: Касія Смутняк, Франческо Арка, Філіппо Шіккьятано, Кароліна Кресчентіні                                                    | драма                             |
| Т Р А В Е Н Ь | 26       | Голограма для короля                | США · Мексика · Німеччина                              | Режисер: Том Тиквер; Сценарій: Том Тиквер; Актори: Том Генкс, Алексндер Блек, Саріта Чаудгурі                                                                                         | трагікомедія                      |
| Ч Е Р В Е Н Ь | 2        | Фінансовий монстр                   | США                                                    | Режисер: Джоді Фостер; Сценарій: Алан Ді Фіоре, Джим Кауф, Джемі Лінден; Актори: Джордж Клуні, Джулія Робертс, Джек О'Коннелл, Домінік Вест                                           | драматичний трилер                |
| Ч Е Р В Е Н Ь | 2        | Підлітки-мутанти черепашки-ніндзя 2 | США                                                    | Режисер: Дейв Грін; Сценарій: Джош Аппелбаум, Андре Немец; Актори: Меган Фокс, Стівен Амелл, Вілл Арнетт, Вільям Фіхтнер, Браян Ті                                                    | фантастичний бойовик              |
| Ч Е Р В Е Н Ь | 9        | Warcraft: Початок                   | США                                                    | Режисер: Данкан Джонс; Сценарій: Чарльз Лівітт, Данкан Джонс, Кріс Метцен; Актори: Бен Фостер, Тревіс Фіммел, Паула Паттон, Домінік Купер, Тобі Кеббелл                               | пригодницьке фентезі              |
| Ч Е Р В Е Н Ь | 9        | Ілюзія обману: Другий акт           | США                                                    | Режисер: Джон М. Чу; Сценарій: Піт Чіареллі, Ед Соломон; Актори: Марк Руффало, Джессі Айзенберг, Вуді Гаррельсон                                                                      | гостросюжетний комедійний бойовик |
| Ч Е Р В Е Н Ь | 9        | Підірвати Гітлера                   | Німеччина                                              | Режисер: Олівер Гіршбігель; Сценарій: Леоні-Клер Брайнерсдорфер, Фред Брайнерсдорфер; Актори: Крістіан Фрідель, Катаріна Шюттлер, Бурггарт Клаусснер, Россі де Пальма                 | історична драма                   |
| Ч Е Р В Е Н Ь | 16       | У пошуках Дорі                      | США                                                    | Режисер: Ендрю Стентон; Сценарій: Ендрю Стентон; Озвучення: Еллен Дедженерес, Альберт Брукс, Гейден Роленс, Дайан Кітон, Юджин Леві                                                   | анімаційна комедія                |
| Ч Е Р В Е Н Ь | 16       | Закляття 2: Полтергейст у Енфілді   | США                                                    | Режисер: Джеймс Ван; Сценарій: Кері Гейєс, Чад Гейєс, Джеймс Ван, Девід Джонсон; Актори: Віра Фарміґа, Патрік Вілсон                                                                  | страхіття                         |
| Ч Е Р В Е Н Ь | 16       | Круті чуваки                        | США                                                    | Режисер: Шейн Блек; Сценарій: Шейн Блек, Ентоні Багароцці; Актори: Рассел Кроу, Раян Гослінг, Меттью Бомер, Маргарет Куеллі                                                           | кримінальна комедія               |
| Ч Е Р В Е Н Ь | 23       | День незалежності 2                 | США                                                    | Режисер: Роланд Еммеріх; Сценарій: Картер Бланшар, Роланд Еммеріх, Дін Девлін; Актори: Білл Пуллман, Джефф Голдблюм, Вільям Фіхтнер                                                   | фантастичний бойовик              |
| Ч Е Р В Е Н Ь | 29       | Як навіжені                         | Італія · Франція                                       | Режисер: Паоло Вірдзі; Сценарій: Паоло Вірдзі, Франческа Аркібуджі; Актори: Білл Пуллман, Джефф Голдблюм, Вільям Фіхтнер                                                              | фантастичний бойовик              |
| Ч Е Р В Е Н Ь | 30       | Півтора шпигуна                     | США                                                    | Режисер: Росон Маршал Тербер; Сценарій: Росон Маршалл Тербер, Айк Барінголц і Девід Штассен; Актори: Валерія Бруні-Тедескі, Мікаела Рамадзотті, Валентина Карнелутті, Серджо Альбеллі | драмедія                          |
| Ч Е Р В Е Н Ь | 30       | Великий Дружній Велетень            | США                                                    | Режисер: Стівен Спілберг; Сценарій: Мелісса Метісон; Актори: Марк Райленс, Рабі Бернгілл, Білл Гейдер, Пенелопа Вілтон, Ребекка Голл                                                  | пригодницьке фентезі              |
| Ч Е Р В Е Н Ь | 30       | Легенда про Тарзана                 | США                                                    | Режисер: Девід Єйтс; Сценарій: Адам Козад і Крейґ Брювер; Актори: Александр Скашгорд, Марго Роббі, Семюел Лірой Джексон                                                               | пригодницьке фентезі              |
| Ч Е Р В Е Н Ь | 30       | Руйнація                            | США                                                    | Режисер: Жан-Марк Валле; Сценарій: Браян Сайп; Актори: Джейк Джилленгол, Наомі Воттс, Кріс Купер                                                                                      | трагікомедія                      |

### Липень— Вересень
| Прем'єра        | Прем'єра                               | Назва                        | Країна | Творці й актори | Жанр                        |
| --------------- | -------------------------------------- | ---------------------------- | --- | --- | --------------------------- |
| Л И П Е Н Ь     | 7                                      | До Зустрічі з тобою          | США | Режисер: Тея Шаррок; Сценарій: Джоджо Моєс; Актори: Емілія Кларк, Сем Клафлін, Дженна Коулман                                                                     | драма                       |
| Л И П Е Н Ь     | 7                                      | Мобільник                    | США | Режисер: Тод Вільямс; Сценарій: Адам Аллека, Стівен Кінг; Актори: Джон К'юсак, Семюел Л. Джексон, Ізабель Фурман                                                  | жахи, трилер                |
| Л И П Е Н Ь     | 7                                      | Моя краля                    | Франція | Режисер: Брюно Дюмон; Сценарій: Брюно Дюмон; Актори: Фабріс Лукіні, Жульєт Бінош, Валерія Бруні-Тедескі                                                           | комедія                     |
| Л И П Е Н Ь     | 7                                      | Людина — швейцарський ніж    | США | Режисер: Ден Кван, Деніел Шайнерт; Сценарій: Ден Кван, Деніел Шайнерт; Актори: Пол Дано, Деніел Редкліфф, Мері Елізабет Вінстед                                   | трагікомедія                |
| Л И П Е Н Ь     | 7                                      | Мілина                       | США | Режисер: Жауме Кольєт-Серра; Сценарій: Ентоні Джазвінскі Актори: Блейк Лайвлі, Оскар Хаенада, Бретт Каллен, Седона Ледже                                          | жахи                        |
| Л И П Е Н Ь     | 14                                     |                              | | |                             |
| Л И П Е Н Ь     | Спецвипуск опівночі                    | США                          | Режисер: Джефф Ніколс; Сценарій: Джефф Ніколс; Актори: Майкл Шеннон, Джоел Едґертон, Кірстен Данст, Адам Драйвер                          | пригодницька фантастика |                             |
| Л И П Е Н Ь     | Геній                                  | США · Велика Британія        | Режисер: Майкл Грандадж; Сценарій: Джон Логан; Актори: Колін Ферт, Джуд Лоу, Ніколь Кідман, Домінік Вест, Гай Пірс                        | біографічна драма |                             |
| Л И П Е Н Ь     | Льодовиковий період: Курс на зіткнення | США                          | Режисер: Майк Термайєр, Гален Т. Чу; Сценарій: Майкл Дж. Вілсон; Актори: Рей Романо, Джон Легуізамо, Деніс Лірі, Квін Латіфа, Саймон Пегг | анімаційна комедія |                             |
| Л И П Е Н Ь     | 21                                     | Стартрек: За межами Всесвіту | США | Режисер: Джастін Лін; Сценарій: Саймон Пегг, Даґ Юнґ, Роберто Орсі, Джон Д. Пейн, Патрік Маккей; Актори: Кріс Пайн, Закарі Квінто, Зої Салдана                    | фантастичний бойовик        |
| Л И П Е Н Ь     | 21                                     | Світське життя               | США | Режисер: Вуді Аллен; Сценарій: Вуді Аленн; Актори: Джинні Берлін, Джессі Айзенберг, Крістен Стюарт, Блейк Лайвлі, Стів Керелл                                     | романтична трагікомедія     |
| Л И П Е Н Ь     | 28                                     | Мисливці за привидами        | США | Режисер: Пол Фіг; Сценарій: Кеті Діпполд, Пол Фіг; Актори: Мелісса Мак-Карті, Крістен Віг, Кейт Мак-Кіннон, Леслі Джонс, Кріс Гемсворт                            | фантастична комедія         |
| Л И П Е Н Ь     | 28                                     | Джейсон Борн                 | США | Режисер: Пол Грінграсс; Сценарій: Метт Деймон, Пол Грінграсс, Крістофер Раус; Актори: Метт Деймон, Джулія Стайлз, Томмі Лі Джонс, Алісія Вікандер, Венсан Кассель | гостросюжетний бойовик      |
| Л И П Е Н Ь     | 28                                     | Неоновий демон               | Франція · Данія · США | Режисер: Ніколас Віндінг Рефн; Сценарій: Мері Лоус, Ніколас Віндінг Рефн; Актори: Ель Феннінг, Еббі Лі, Джена Мелоун, Белла Гіткот                                | жахи                        |
| Л И П Е Н Ь     | 28                                     | Йогануті                     | США | Режисер: Кевін Сміт; Сценарій: Кевін Сміт; Актори: Гарлі Квін Сміт, Лілі-Роуз Сміт, Джонні Депп                                                                   | комедія                     |
| С Е Р П Е Н Ь   | 4                                      | Секрети домашніх тварин      | США | Режисер: Кріс Рено, Ярроу Чейні; Сценарій: Кен Дауріо, Браян Лінч, Сінко Пол; Озвучення: Луї Сі Кей, Ерік Стоунстріт, Кевін Гарт, Стів Куган                      | анімаційна комедія          |
| С Е Р П Е Н Ь   | 4                                      | Загін самогубців             | США | Режисер: Девід Ейер; Сценарій: Девід Ейер; Актори: Вілл Сміт, Джаред Лето, Марго Роббі, Юель Кіннаман, Джай Кортні                                                | супергеройський бойовик     |
| С Е Р П Е Н Ь   | 11                                     | Дракон Піта                  | США | Режисер: Девід Лоурі; Сценарій: Девід Лоурі? Тобі Галбрук; Озвучення: Оакс Фіглі, Брайс Даллас Говард, Веслі Бентлі, Карл Урбан, Роберт Редфорд                   | анімаційне фентезі          |
| С Е Р П Е Н Ь   | 11                                     | Джульєтта                    | Іспанія | Режисер: Педро Альмодовар; Сценарій: Педро Альмодовар; Актори: Емма Суарес, Адріана Угарте, Даніель Грао, Россі де Пальма                                         | драма                       |
| С Е Р П Е Н Ь   | 18                                     | Кубо і легенда самурая       | США | Режисер: Тревіс Найт; Сценарій: Марк Геймс, Кріс Батлер; Озвучення: Арт Паркінсон, Шарліз Терон, Меттью Макконехі, Руні Мара                                      | анімація пригоди            |
| С Е Р П Е Н Ь   | 18                                     | Хлопці зі стволами           | США | Режисер: Тодд Філліпс; Сценарій: Тодд Філліпс, Стівен Чин, Джейсон Сміловіч; Актори: Майлз Теллер, Джона Гілл, Ана де Армас                                       | комедійна біографічна драма |
| С Е Р П Е Н Ь   | 25                                     | Будь-якою ціною              | США | Режисер: Девід Маккензі; Сценарій: Тейлор Шерідан; Ролі: Джефф Бріджес, Кріс Пайн, Бен Фостер, Кеті Міксон                                                        | кримінальна драма           |
| С Е Р П Е Н Ь   | 25                                     | Капітан Фантастік            | США | Режисер: Метт Росс; Сценарій: Метт Росс; Актори: Вігго Мортенсен, Джордж Мак-Кей, Саманта Іслер                                                                   | драма                       |
| С Е Р П Е Н Ь   | 25                                     | Дуже погані матусі           | США | Режисер: Джон Лукас, Скотт Мур; Сценарій: Джон Лукас, Скотт Мур; Ролі: Міла Куніс, Крістен Белл, Кетрін Ган                                                       | комедія                     |
| С Е Р П Е Н Ь   | 25                                     | Механік: Воскресіння         | США | Режисер: Денніс Ґанзель; Сценарій: Філіп Шелбі, Тоні Мошер; Ролі: Джейсон Стейтем, Джессіка Альба, Томмі Лі Джонс                                                 | бойовик                     |
| В Е Р Е С Е Н Ь | 1                                      | Афера під прикриттям         | США | Режисер: Бред Фурман; Сценарій: Еллен С'ю Браун; Ролі: Браян Кренстон, Джон Леґвізамо, Бенджамін Бретт                                                            | кримінальна драма           |
| В Е Р Е С Е Н Ь | 1                                      | Морган                       | США | Режисер: Люк Скотт; Сценарій: Сет В. Овен; Ролі: Кейт Мара, Аня Тейлор-Джой, Тобі Джонс                                                                           | фантастичний трилер         |
| В Е Р Е С Е Н Ь | 8                                      | Саллі                        | США | Режисер: Клінт Іствуд; Сценарій: Тодд Комарницький; Актори: Том Генкс, Аарон Екхарт, Лора Лінні                                                                   | біографічна драма           |
| В Е Р Е С Е Н Ь | 8                                      | Служниця                     | Південня Корея | Режисер: Пак Чхан Ук; Актори: Ха Джон-у, Кім Ок-пін, Кім Мін Хі, Чо Джин-ун                                                                                       | драма                       |
| В Е Р Е С Е Н Ь | 8                                      | Бен-Гур                      | США | Режисер: Тимур Бекмамбетов; Сценарій: Кейт Р. Кларк, Джон Рідлі; Ролі: Джек Г'юстон, Морган Фрімен, Тобі Кеббелл                                                  | історична драма             |
| В Е Р Е С Е Н Ь | 8                                      | Кохання та дружба            | Ірландія · США · Франція · Нідерланди | Режисер: Віт Стіллман; Сценарій: Віт Стіллман; Ролі: Кейт Бекінсейл, Хлоя Севіньї, Ксав'єр Семюель, Стівен Фрай                                                   | історична мелодрама         |
| В Е Р Е С Е Н Ь | 15                                     | Море у вогні                 | Італія · Франція | Режисер: Джанфранко Розі; Сценарій: Джанфранко Розі; | документальний              |
| В Е Р Е С Е Н Ь | 15                                     | Сноуден                      | США · Німеччина | Режисер: Олівер Стоун; Сценарій: Олівер Стоун, Кіран Фіцджеральд; Ролі: Джозеф Гордон-Левітт, Шейлін Вудлі, Мелісса Лео, Закарі Квінто                            | біографічний трилер         |
| В Е Р Е С Е Н Ь | 15                                     | Нерв                         | США | Режисер: Генрі Джуст, Аріель Шульман; Сценарій: Джессіка Шарзер; Ролі: Дейв Франко, Емма Робертс, Джульєтт Льюїс                                                  | трилер                      |
| В Е Р Е С Е Н Ь | 15                                     | Дитина Бріджит Джонс         | Велика Британія · США · Франція | Режисер: Шерон Магвайр; Сценарій: Гелен Філдінґ, Емма Томпсон, Ден Мазер; Ролі: Рене Зеллвегер, Колін Ферт, Патрік Демпсі                                         | комедійна мелодрама         |
| В Е Р Е С Е Н Ь | 22                                     | Чудова сімка                 | США | Режисер: Антуан Фукуа; Сценарій: Річард Венк, Нік Піццолатто; Актори: Дензел Вашингтон, Кріс Пратт, Ітан Гоук, Вінсент Д'Онофріо                                  | вестерн                     |
| В Е Р Е С Е Н Ь | 22                                     | Лелеки                       | США | Режисер: Ніколас Столлер, Даг Світленд; Сценарій: Ніколас Столлер; Озвучення: Енді Семберг, Келсі Греммер, Кіген-Майкл Кі                                         | анімаційна комедія          |
| В Е Р Е С Е Н Ь | 22                                     | Світло між двох океанів      | США | Режисер: Дерек Сієнфренс; Сценарій: Дерек Сієнфренс; Ролі: Майкл Фассбендер, Алісія Вікандер, Рейчел Вайс, Карен Пісторіус                                        | драма                       |
| В Е Р Е С Е Н Ь | 29                                     | Глибоководний горизонт       | США | Режисер: Пітер Берг; Сценарій: Меттью Сенд, Меттью Майкл Карнаган; Актори: Марк Волберг, Курт Расселл, Джон Малкович                                              | драма, катастрофа           |
| В Е Р Е С Е Н Ь | 29                                     | Вона                         | Франція · Німеччина · Бельгія | Режисер: Пол Верховен; Сценарій: Девід Бірк; Ролі: Ізабель Юппер, Крістіан Беркель, Анн Косіньї, Вірджинія Ефіра                                                  | трилер                      |
| В Е Р Е С Е Н Ь | 29                                     | Дитинство лідера             | Франція · Велика Британія | Режисер: Бреді Корбет; Сценарій: Бреді Корбет, Пол Вернік; Ролі: Роберт Паттінсон, Береніс Бежо, Ліам Каннінгем, Стейсі Мартін                                    | історична драма             |
| В Е Р Е С Е Н Ь | 29                                     | Жива ватра                   | Україна | Режисер: Остап Костюк; Сценарій: Остап Костюк; | документальний              |
| В Е Р Е С Е Н Ь | 29                                     | Дуелянт                      | Росія | Режисер: Олексій Мізгирьов; Сценарій: Олексій Мізгирьов; Ролі: Петро Федоров, Володимир Машков, Мартін Вуттке, Юлія Хлиніна                                       | історичний трилер           |

### Жовтень— Грудень
| Прем'єра        | Прем'єра | Назва                              | Країна                                | Творці й актори | Жанр                            |
| --------------- | -------- | ---------------------------------- | ------------------------------------- | --- | ------------------------------- |
| Ж О В Т Е Н Ь   | 6        | Осінні спогади                     | Україна · Іран · Чехія                | Режисер: Алі Фахр Мусаві; Ролі: Дмитро Лінартович, Назанін Ахмадишахпоурабаді, Тетяна Юрікова, Олександр Ігнатуша                                             | драма                           |
| Ж О В Т Е Н Ь   | 6        | Не дихай                           | США                                   | Режисер: Феде Альварес; Сценарій: Феде Альварес, Родо Саягес; Ролі: Джейн Леві, Стівен Ленг, Ділан Міннетт, Деніел Дзоватто                                   | жахи, трилер                    |
| Ж О В Т Е Н Ь   | 6        | Дім дивних дітей міс Сапсан        | США                                   | Режисер: Тім Бертон; Сценарій: Джейн Голдман; Актори: Ейса Баттерфілд, Єва Ґрін, Семюел Лірой Джексон                                                         | пригодницьке фентезі            |
| Ж О В Т Е Н Ь   | 6        | Син Саула                          | Угорщина                              | Режисер: Ласло Немеш; Сценарій: Ласло Немеш, Клара Роєр; Актори: Геца Роріг, Левенте Молнар, Урс Рехн                                                         | драма                           |
| Ж О В Т Е Н Ь   | 6        | Відьма з Блер: Нова глава          | США                                   | Режисер: Адам Вінгард; Сценарій: Саймон Баррет; Актори: Джеймс Аллен Мак-Кюн, Велорі Керрі, Каллі Ернандес, Брендон Скотт                                     | жахи                            |
| Ж О В Т Е Н Ь   | 13       | Інферно                            | США                                   | Режисер: Рон Говард; Сценарій: Девід Кепп; Актори: Том Генкс, Фелісіті Джонс, Омар Сі                                                                         | містичний трилер                |
| Ж О В Т Е Н Ь   | 13       | Дівчина у потягу                   | США                                   | Режисер: Тейт Тейлор; Сценарій: Ерін Крессіда Вілсон; Актори: Емілі Блант, Ребекка Фергюсон, Гейлі Беннетт                                                    | містичний трилер                |
| Ж О В Т Е Н Ь   | 13       | Микита Кожум'яка                   | Україна                               | Режисер: Манук Депоян; Сценарій: Олена Шульга, Філ Паркер; | анімаційне пригодницьке фентезі |
| Ж О В Т Е Н Ь   | 20       | Повний розковбас                   | США                                   | Режисер: Грег Тірнан, Конрад Вернон; Сценарій: Еван Голдберг, Сет Роген, Кайл Гантер, Ерієль Шаффір; Озвучення: Крістен Віг, Джона Гілл, Білл Гейдер          | анімаційна комедія              |
| Ж О В Т Е Н Ь   | 20       | Джек Річер: Не відступай           | США                                   | Режисер: Едвард Цвік; Сценарій: Річард Вінк, Едвард Цвік, Маршалл Герсковіц; Актори: Том Круз, Кобі Смалдерс, Даніка Ярош                                     | трилер                          |
| Ж О В Т Е Н Ь   | 27       | Чунгул                             | Україна                               | Режисер: Олександр Альошечкін, В'ячеслав Альошечкін; Сценарій: Олександр Альошечкін; Актори: Богдан Юсипчук, Ганна Гуляєва, Віктор Демерташ, Володимир Мунтян | містичний трилер                |
| Ж О В Т Е Н Ь   | 27       | Тролі                              | США                                   | Режисер: Майк Мітчелл; Сценарій: Джонатан Айбел, Гленн Бергер; Озвучення: Анна Кендрік, Джастін Тімберлейк, Зоуї Дешанел                                      | анімаційна комедія              |
| Ж О В Т Е Н Ь   | 27       | Віджа: Походження зла              | США                                   | Режисер: Майк Фленеган; Сценарій: Майк Фленеган, Джефф Говард; Актори: Елізабет Різер, Анналіса Бассо, Лін Шей, Лулу Вілсон                                   | жахи                            |
| Ж О В Т Е Н Ь   | 28       | Доктор Стрендж                     | США                                   | Режисер: Скотт Дерріксон; Сценарій: С. Роберт Каргілл, Скотт Дерріксон, Джон Спейтс; Актори: Бенедикт Камбербетч, Чіветел Еджиофор, Рейчел Мак-Адамс          | супергеройський бойовик         |
| Л И С Т О П А Д | 3        | Аудитор                            | США                                   | Режисер: Гевін О'Коннор; Сценарій: Білл Дюбюк; Актори: Бен Аффлек, Анна Кендрік, Джонатан Сіммонс, Джон Бернтал                                               | гостросюжетний бойовик          |
| Л И С Т О П А Д | 3        | Це всього лиш кінець світу         | Франція · Канада                      | Режисер: Ксав'є Долан; Сценарій: Ксав'є Долан; Актори: Гаспар Ульєль, Наталі Бей, Маріон Котіяр                                                               | драма                           |
| Л И С Т О П А Д | 3        | Макс Стіл                          | США · Велика Британія                 | Режисер: Стюарт Гендлер; Сценарій: Крістофер Йост; Актори: Бен Вінчелл, Джош Бренер, Ана Вільяфанье                                                           | фантастичний бойовик            |
| Л И С Т О П А Д | 3        | Матусин синок                      | Франція                               | Режисер: Жулі Дельпі; Сценарій: Жулі Дельпі, Ужені Жонтіль; Актори: Дені Бун, Жулі Дельпі, Венсан Лакост, Карін Віар                                          | комедія                         |
| Л И С Т О П А Д | 10       | Гніздо горлиці                     | Україна                               | Режисер: Тарас Ткаченко; Сценарій: Василь Мельник; Актори: Римма Зюбіна, Віталій Лінецький, Мауро Чіпріані                                                    | драма                           |
| Л И С Т О П А Д | 10       | Встигнути за Джонсами              | США                                   | Режисер: Грег Моттола; Сценарій: Майкл Лес'є; Актори: Джон Гемм, Зак Галіфіанакіс, Ґаль Ґадот                                                                 | комедійний бойовик              |
| Л И С Т О П А Д | 10       | Абсолютна влада                    | США                                   | Режисер: Деніел Регусіс; Сценарій: Деніел Регусіс; Актори: Деніел Редкліфф, Тоні Коллетт, Трейсі Леттс                                                        | кримінальна драма               |
| Л И С Т О П А Д | 10       | Прибуття                           | США                                   | Режисер: Дені Вільньов; Сценарій: Ерік Гайссерер; Актори: Емі Адамс, Джеремі Реннер, Форест Вітакер, Майкл Сталберг                                           | фантастика                      |
| Л И С Т О П А Д | 17       | Фантастичні звірі і де їх шукати   | США · Велика Британія                 | Режисер: Девід Йетс; Сценарій: Джоан Роулінг; Актори: Едді Редмейн, Колін Фаррелл, Езра Міллер                                                                | фентезі                         |
| Л И С Т О П А Д | 17       | Франц                              | Франція · Німеччина                   | Режисер: Франсуа Озон; Сценарій: Франсуа Озон, Філіпп П'яццо; Актори: Паула Бір, Антон фон ЛюкП'єр Ніні                                                       | драма                           |
| Л И С Т О П А Д | 24       | Жива                               | Україна                               | Режисер: Тарас Химич; Сценарій: Тарас Химич; Актори: Ольга Комановська, Ростислав Держипільський, Юрій Хвостенко                                              | історична драма                 |
| Л И С Т О П А Д | 24       | Війна проти всіх                   | Велика Британія                       | Режисер: Джон Майкл Мак-Дона; Сценарій: Джон Майкл Мак-Дона; Актори: Александр Скашгорд, Майкл Пенья, Тео Джеймс                                              | кримінальна комедія             |
| Л И С Т О П А Д | 24       | Конкурсант. Смертоносне шоу        | Україна                               | Режисер: Олександр Бєляк; Сценарій: Олександр Бєляк; Актори: Сергій Маслов, Яна Ройхман, Ілля Карпов                                                          | детективний бойовик             |
| Л И С Т О П А Д | 24       | Невідома                           | Бельгія                               | Режисер: Жан-П'єр Дарденн, Люк Дарденн; Сценарій: Жан-П'єр Дарденн, Люк Дарденн; Актори: Адель Енель, Олів'є Гурме, Фабріціо Ронджоне                         | драма                           |
| Л И С Т О П А Д | 24       | Палає, палає, палає                | Велика Британія                       | Режисер: Чанія Баттон; Сценарій:Чарлі Ковелл; Актори: Лаура Кармайкл, Хлоя Піррі, Джек Фартінг                                                                | комедія                         |
| Л И С Т О П А Д | 24       | Нова ера Z                         | Велика Британія · США                 | Режисер: Колм Маккарті; Сценарій: Майк Кері; Актори: Джемма Артертон, Сеннія Нануа, Гленн Клоуз                                                               | жахи, трилер                    |
| Л И С Т О П А Д | 24       | Моє велике грецьке весілля 2       | США · Канада                          | Режисер: Кірк Джон; Сценарій: Ніа Вардалос; Актори: Ніа Вардалос, Джон Корбетт, Елена Компуріс                                                                | романтична комедія              |
| Г Р У Д Е Н Ь   | 1        | Бременські розбишаки               | Вірменія · Росія · Угорщина · Україна | Режисер: Олексій Лук'янчиков, Святослав Ушаков; Сценарій: Савва Мінаєв, Лариса Жолобова; Актори: Надія Дорофєєва, Дмитро Тодорюк                              | анімаційна комедія, пригоди     |
| Г Р У Д Е Н Ь   | 1        | Шпигуни-союзники                   | США                                   | Режисер: Роберт Земекіс; Сценарій: Стівен Найт; Актори: Бред Пітт, Маріон Котіяр, Метью Гуд                                                                   | військовий трилер               |
| Г Р У Д Е Н Ь   | 1        | Планетаріум                        | Франція · Бельгія                     | Режисер: Ребекка Злотовськи; Сценарій: Ребекка Злотовськи, Робен Кампійо; Актори: Наталі Портман, Лілі-Роуз Депп, Луї Гаррель                                 | драма                           |
| Г Р У Д Е Н Ь   | 1        | Інший світ: Кровна помста          | США                                   | Режисер: Анна Ферстер; Сценарій: Корі Гудмен; Актори: Кейт Бекінсейл, Тео Джеймс, Тобіас Мензіс                                                               | бойовик, жахи                   |
| Г Р У Д Е Н Ь   | 8        | Моя бабуся Фані Каплан             | Україна                               | Режисер: Олена Дем'яненко; Сценарій: Дмитро Томашпольський; Актори: Катерина Молчанова                                                                        | історична драма                 |
| Г Р У Д Е Н Ь   | 8        | Я, Деніел Блейк                    | Велика Британія · Франція · Бельгія   | Режисер: Кен Лоуч; Сценарій: Пол Лаверті; Актори: Дейв Джонс, Гейлі Сквайрс, Міккі Мак-Грегор                                                                 | соціальна драма                 |
| Г Р У Д Е Н Ь   | 8        | Американська пастораль             | США                                   | Режисер: Юен Мак-Грегор; Сценарій: Джон Романо; Актори: Юен Мак-Грегор, Дакота Феннінг, Дженніфер Коннеллі                                                    | кримінальна драма               |
| Г Р У Д Е Н Ь   | 15       | Бунтар Один. Зоряні Війни. Історія | США                                   | Режисер: Гарет Едвардс; Сценарій: Кріс Вайц; Актори: Фелісіті Джонс, Дієго Луна, Бен Мендельсон                                                               | космічна опера                  |
| Г Р У Д Е Н Ь   | 15       | Прихована краса                    | США                                   | Режисер: Девід Френкел; Сценарій: Аллан Лоб; Актори: Вілл Сміт, Кейт Вінслет, Кіра Найтлі, Едвард Нортон                                                      | драма                           |
| Г Р У Д Е Н Ь   | 22       | Ваяна                              | США                                   | Режисер: Рон Клементс, Джон Маскер; Сценарій: Рон Клементс, Джон Маскер, Памела Рібон, Тайка Вайтіті; Озвучення: Аюлії Карвалью, Двейн Джонсон, Алан Тудик    | анімаційна комедія              |
| Г Р У Д Е Н Ь   | 22       | Поганий Санта 2                    | США                                   | Режисер: Марк Вотерс; Сценарій: Шона Кросс, Даг Еллін, Джон Філліпс, Джонні Розенталь; Актори: Біллі Боб Торнтон, Тоні Кокс, Бретт Келлі                      | кримінальна комедія             |
| Г Р У Д Е Н Ь   | 29       | Співай                             | США                                   | Режисер: Гарт Дженнінгс; Сценарій: Гарт Дженнінгс; Озвучення: Меттью Макконехі, Різ Візерспун, Сет МакФарлейн                                                 | анімаційна комедія              |
| Г Р У Д Е Н Ь   | 29       | Пробудження                        | США                                   | Режисер: Мортен Тильдум; Сценарій: Джон Спейтс; Актори: Кріс Пратт, Дженніфер Лоуренс, Майкл Шин                                                              | фантастика                      |
| Г Р У Д Е Н Ь   | 29       | Новорічний корпоратив              | США                                   | Режисер: Джош Ґордон і Вілл Спек; Сценарій: Джастін Мален, Лора Солон; Актори: Джейсон Бейтман, Дженніфер Еністон, Ті Джей Міллер                             | комедія                         |

## Померли
| Місяць   | Дата | Ім'я                                   | Вік | Національність       | Спеціальність                                                | Відомі фільми |
| -------- | ---- | -------------------------------------- | --- | -------------------- | ------------------------------------------------------------ | --- |
| Січень   | 1    | Вілмош Жигмонд                         | 85  | Угорець, американець | Кінооператор                                                 | Ти зустрінеш таємничого незнайомця • Мрія Кассандри • Мелінда та Мелінда                                             |
| Січень   | 4    | Мішель Галабрю                         | 93  | Француз              | Актор                                                        | Жандарм із Сан-Тропе • Жандарм у Нью-Йорку • Жандарм одружується • Астерікс і Обелікс проти Цезаря • Лашкаво прошимо |
| Січень   | 6    | Ів Венсан                              | 94  | Француз              | Актор                                                        | Бабетта йде на війну • Жандарм одружується • Жандарм на відпочинку • Заморожений                                     |
| Січень   | 6    | Сільвана Пампаніні                     | 90  | Італійка             | Акторка                                                      | |
| Січень   | 9    | Ангус Скрімм                           | 89  | Американець          | Актор                                                        | Фантазм • Виконавець бажань                                                                                          |
| Січень   | 10   | Девід Бові                             | 69  | Британець            | Співак, продюсер, аудіо-інженер, композитор, художник, актор | Престиж |
| Січень   | 14   | Алан Рікман                            | 69  | Англієць             | Актор                                                        | Гаррі Поттер і філософський камінь • Гаррі Поттер і таємна кімната                                                   |
| Січень   | 14   | Франко Чітті                           | 80  | Італієць             | Актор                                                        | Хрещений батько • Хрещений батько 3                                                                                  |
| Січень   | 18   | Гленн Фрай                             | 67  | Американець          | Музикант, співак, продюсер, актор                            | Арлісс • Джеррі Магвайр                                                                                              |
| Січень   | 19   | Етторе Скола                           | 84  | Італієць             | Режисер, сценарист                                           | Огидні, брудні, злі • Бал                                                                                            |
| Січень   | 29   | Жак Ріветт                             | 87  | Француз              | Режисер, сценарист, кінокритик                               | Черниця • Чарівна пустунка                                                                                           |
| Лютий    | 15   | Джордж Гейнз                           | 98  | Американець          | Актор                                                        | Тутсі • Бути чи не бути • Поліцейська академія                                                                       |
| Лютий    | 17   | Анджей Жулавський                      | 75  | Поляк                | Режисер, сценарист                                           | Мої ночі прекрасніші за ваші дні • Космос                                                                            |
| Лютий    | 25   | Франсуа Дюпейрон                       | 65  | Француз              | Режисер, сценарист                                           | Палата для офіцерів                                                                                                  |
| Лютий    | 28   | Джордж Кеннеді                         | 91  | Американець          | Актор                                                        | Спартак • Аеропорт •Голий пістолет                                                                                   |
| Березень | 6    | Ненсі Рейган                           | 94  | Американка           | Акторка                                                      | |
| Березень | 14   | Ріккардо Гарроне                       | 89  | Італієць             | Актор                                                        | Солодке життя |
| Березень | 17   | Ларрі Дрейк                            | 98  | Американець          | Актор                                                        | Людина темряви • Американський пиріг 2 • Вищий пілотаж                                                               |
| Березень | 29   | Патті Дьюк                             | 69  | Американка           | Акторка, співачка                                            | |
| Квітень  | 20   | Гай Гамільтон                          | 93  | Англієць             | Режисер                                                      | Голдфінгер • Діаманти залишаються назавжди • Чоловік із золотим пістолетом • Дзеркало тріснуло                       |
| Квітень  | 11   | Альберт Філозов                        | 78  | Росіянин             | Актор                                                        | Чорна курка, або Підземні жителі • Тегеран-43 • Людина з бульвару Капуцинів • Пісня пісень                           |
| Квітень  | 21   | Прінс                                  | 57  | Американець          | Співак, актор, режисер                                       | Пурпурний дощ • Бетмен                                                                                               |
| Травень  | 8    | Еліза Майнарді                         | 85  | Італійка             | Акторка                                                      | Сатирикон • Рим • І корабель пливе…                                                                                  |
| Травень  | 19   | Александр Астрюк                       | 92  | Француз              | Режисер, сценарист, теоретик кіно                            | Багряна завіса • Виховання почуттів • Полум'я над Адріатикою                                                         |
| Червень  | 6    | Пітер Шеффер                           | 90  | Англієць             | драматург, сценарист                                         | Амадей • Еквус |
| Червень  | 8    | Маріна Мальфатті                       | 76  | Італійка             | акторка                                                      | Вночі Евелін вийшла з могили • Чорна стрічка для Дебори                                                              |
| Червень  | 19   | Антон Єльчін                           | 27  | Американець          | актор                                                        | серія фільмів «Зоряний шлях»                                                                                         |
| Червень  | 27   | Бад Спенсер                            | 86  | Італієць             | актор, сценарист, продюсер                                   | Його все ще звали Трійця • Суцільні неприємності • Люба, я вбивця                                                    |
| Липень   | 2    | Майкл Чіміно                           | 77  | Американець          | режисер, сценарист, продюсер                                 | Мисливець на оленів • Рік Дракона                                                                                    |
| Липень   | 4    | Аббас Кіаростамі                       | 76  | Іранець              | режисер, сценарист, продюсер                                 | Смак вишні • Завірена копія                                                                                          |
| Липень   | 13   | Гектор Бабенко                         | 70  | Бразилець            | режисер, сценарист, продюсер, актор                          | Поцілунок жінки-павука • Будяк                                                                                       |
| Вересень | 11   | Назаров Едуард Васильович              | 74  | Росіянин             | режисер-аніматор                                             | Жив-був пес |
| Жовтень  | 7    | Воронін В'ячеслав Анатолійович         | 81  | Українець            | актор                                                        | Повернення Мухтара • Важкі поверхи • Ключі від неба                                                                  |
| Жовтень  | 7    | Іванова Людмила Іванівна               | 83  | Росіянка             | акторка                                                      | Службовий роман • Польоти уві сні та наяву • Майстер і Маргарита                                                     |
| Жовтень  | 8    | П'єр Чернія                            | 88  | Француз              | актор, режисер, сценарист, продюсер                          | Астерікс і Обелікс: Місія Клеопатра • Астерікс на Олімпійських іграх • Прощавай, моя королево                        |
| Жовтень  | 9    | Анджей Вайда                           | 90  | Поляк                | режисер, сценарист                                           | Попіл і алмаз • Людина із заліза • Пан Тадеуш • Катинь                                                               |
| Жовтень  | 11   | Патрісія Баррі                         | 93  | Американка           | акторка                                                      | Дні нашого життя • Татуйований незнайомець                                                                           |
| Жовтень  | 20   | Пєнкіна Світлана Олександрівна         | 65  | Росіянка             | акторка                                                      | Бережіть жінок • Прийдешньому віку                                                                                   |
| Жовтень  | 22   | Заклунна-Мироненко Валерія Гавриїлівна | 74  | Українка             | акторка                                                      | Місце зустрічі змінити не можна • Дума про Ковпака                                                                   |
| Жовтень  | 26   | Майкл Массі                            | 61  | Американець          | актор                                                        | Ворон • Зображаючи Бога                                                                                              |
| Жовтень  | 27   | Землянікін Володимир Михайлович        | 83  | Росіянин             | актор                                                        | Чорноморочка • Велика перерва • Марш Турецького                                                                      |
| Жовтень  | 31   | Зельдін Володимир Михайлович           | 101 | Росіянин             | актор                                                        | Свинарка і чабан • Карнавальна ніч • Десять негренят                                                                 |
| Листопад | 8    | Рауль Кутар                            | 92  | Француз              | оператор, режисер                                            | На останньому подиху • Жуль і Джим • Краб-барабанщик                                                                 |
| Листопад | 11   | Роберт Вон                             | 83  | Американець          | актор                                                        | Десять заповідей • Схід «Чорного Місяця» • Вокер, техаський рейнджер                                                 |
| Грудень  | 6    | Пітер Вон                              | 93  | Англієць             | актор                                                        | Бразилія • Знедолені • Гра престолів                                                                                 |
| Грудень  | 15   | Богдан Смолень                         | 69  | Поляк                | актор                                                        | Коханці моєї мами • Пан Ляпка у космосі • Справи Кепських                                                            |
| Грудень  | 18   | Жа Жа Габор                            | 99  | Угорка               | акторка                                                      | «Ми не одружені!» • «Голий пістолет 2½: Запах страху» • «Селюки в Беверлі-Хіллз»                                     |
| Грудень  | 19   | Олександр Яковлєв                      | 70  | Росіянин             | актор                                                        | «Акванавт» • «Свій серед чужих, чужий серед своїх» • Вій                                                             |
| Грудень  | 20   | Мішель Морган                          | 96  | Француженка          | акторка                                                      | «Набережна туманів» • Пасторальна симфонія • Венеційський пекар                                                      |
| Грудень  | 21   | В'ячеслав Шалевич                      | 82  | Росіянин             | актор                                                        | «Капітанська донька» • Три тополі на Плющисі • Сімнадцять миттєвостей весни • Майстер і Маргарита                    |
| Грудень  | 26   | Барбара Тарбак                         | 74  | Американка           | акторка                                                      | Головний госпіталь • «Санта Барбара» • Кучерява Сью • Американська історія жаху: Притулок                            |
| Грудень  | 27   | Керрі Фішер                            | 60  | Американка           | акторка                                                      | Зоряні війни. Епізод IV. Нова надія • «Коли Гаррі зустрів Саллі» • Зоряна карта • Зоряні війни: Пробудження Сили     |
| Грудень  | 27   | Клод Жансак                            | 89  | Француженка          | акторка                                                      | Жандарм одружується • Заморожений • Жандарм на відпочинку • Жандарм та жандарметки • 22 кулі: Безсмертний            |
| Грудень  | 28   | Деббі Рейнольдс                        | 84  | Американка           | акторка, співачка                                            | Співаючи під дощем • «Коли Гаррі зустрів Саллі» • Зоряна карта • Зоряні війни: Пробудження Сили                      |
| Грудень  | 30   | Микола Мандрич                         | 70  | Українець            | кінорежисер                                                  | Війна — український рахунок                                                                                          |
| Грудень  | 31   | Вільям Кристофер                       | 84  | Американець          | актор                                                        | M*A*S*H • Коломбо • Вона написала убивство                                                                           |

- 26 січня — Ейб Віґода, американський актор кіно, театру та телебачення.
- 3 лютого — Зав'ялова Олександра Семенівна, радянська, російська акторка театру і кіно.
- 4 лютого — Наливайчук Дмитро Михайлович, український радянський актор, телеведучий.
- 15 лютого — Жан Раб'є, французький кінооператор.
- 26 лютого — Дорда Ніна Іллівна, радянська і російська естрадна співачка, сопрано.
- 3 березня — Крачковська Наталя Леонідівна, радянська і російська акторка.
- 26 березня — Шакало Володимир Петрович, радянський і український актор театру і кіно.
- 24 квітня — Архипова Ніна Миколаївна, радянська і російська акторка театру і кіно.
- 22 травня — Велімір Бата Живоїнович, сербський актор.
- 5 червня — Жарков Олексій Дмитрович, радянський і російський актор театру, кіно і дубляжу.
- 13 червня — Каравайчук Олег Миколайович, радянський і російський піаніст, музикант-імпровізатор, композитор, автор музики до багатьох кінофільмів і спектаклів.
- 26 червня — Янковський Ростислав Іванович, білоруський актор.
- 4 серпня — Шарко Зінаїда Максимівна, радянська, російська акторка театру і кіно.
- 4 вересня — Слупський Юлій В'ячеславович, радянський і український кінорежисер, актор, сценарист.
- 9 вересня — Литвиненко Таїсія Порфирівна, радянська і українська кіноакторка.
- 18 листопада — Лазарев Євген Миколайович, радянський, російський та американський актор театру і кіно.
- 24 листопада — Юзовський Михайло Йосипович, радянський кінорежисер і театрознавець.
- 10 грудня — Мікаелян Сергій Герасимович, радянський і російський режисер театру і кіно, сценарист.
- 25 грудня — Івасів Микола Васильович, радянський, російський кінооператор-постановник.
- 29 грудня — Недзу Дзінпаті, японський сейю і актор.